# ألويس بيرانك
ألويس بيرانك (15 يناير 1900 - 22 آيار 1983) لاعب كرة قدم أسترالي وحكم كرة القدم، ولد في ڤينا، كان حكم بتاريخ كُل من 1934 و1938 بِبطولة كأس العالم، ومساعد للحكم بكأس العالم 1950.